# Parque natural del Valle de Alcudia y Sierra Madrona
El parque natural del Valle de Alcudia y Sierra Madrona es un espacio natural español ubicado en el sur de la provincia de Ciudad Real. Toma su nombre de Sierra Madrona y el valle de Alcudia.

## Historia
El 28 de septiembre de 2010 fue aprobado el Plan de Ordenación de los Recursos Naturales del Valle de Alcudia y Sierra Madrona. El área fue declarada finalmente parque natural el 10 de marzo de 2011 mediante una ley publicada en el Diario Oficial de Castilla-La Mancha el 22 de ese mismo mes y en el Boletín Oficial del Estado el 2 de mayo, con la rúbrica de José María Barreda Fontes, presidente de la comunidad autónoma.

## Descripción

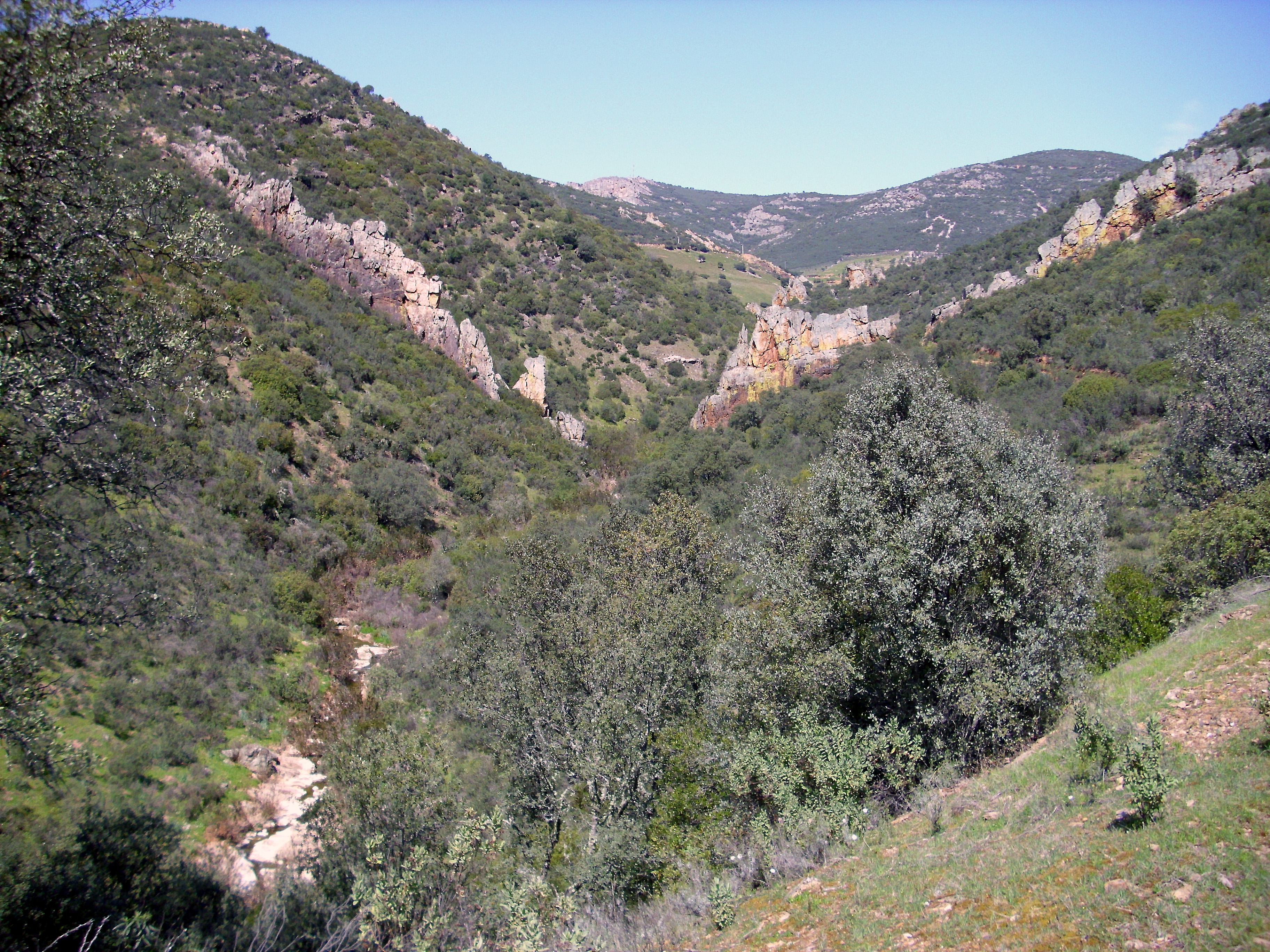
Paisaje en sierra Madrona

El parque natural del Valle de Alcudia y Sierra Madrona ocupa una superficie estimada en 149 463 ha, que se reparten entre los términos municipales de Almodóvar del Campo, Brazatortas, Cabezarrubias del Puerto, Fuencaliente, Hinojosas de Calatrava, Mestanza, San Lorenzo de Calatrava y Solana del Pino, todos ellos de la provincia de Ciudad Real, en la comunidad autónoma de Castilla-La Mancha.
Dentro del área comprendida por el parque natural existen otros espacios con distintas figuras de protección como son las áreas críticas para especies como el águila imperial ibérica, el buitre negro, la cigüeña negra o el lince ibérico, el monumento natural de Los Castillejos Volcánicos de la Bienvenida, en el término municipal de Almodóvar del Campo, el monumento natural de la Laguna Volcánica de La Alberquilla, en el término municipal de Mestanza, y el Volcán de Alhorín en el término municipal de Solana del Pino, así como las microrreservas del Túnel de Niefla, en los términos municipales de Almodóvar del Campo y Brazatortas, de la Mina de los Pontones, en el término municipal de Mestanza, del Refugio de Quirópteros de Fuencaliente, en el término municipal de Fuencaliente y parcialmente los Túneles de Ojailén, en los términos municipales de Calzada de Calatrava, Mestanza, San Lorenzo de Calatrava y Villanueva de San Carlos.

## Flora

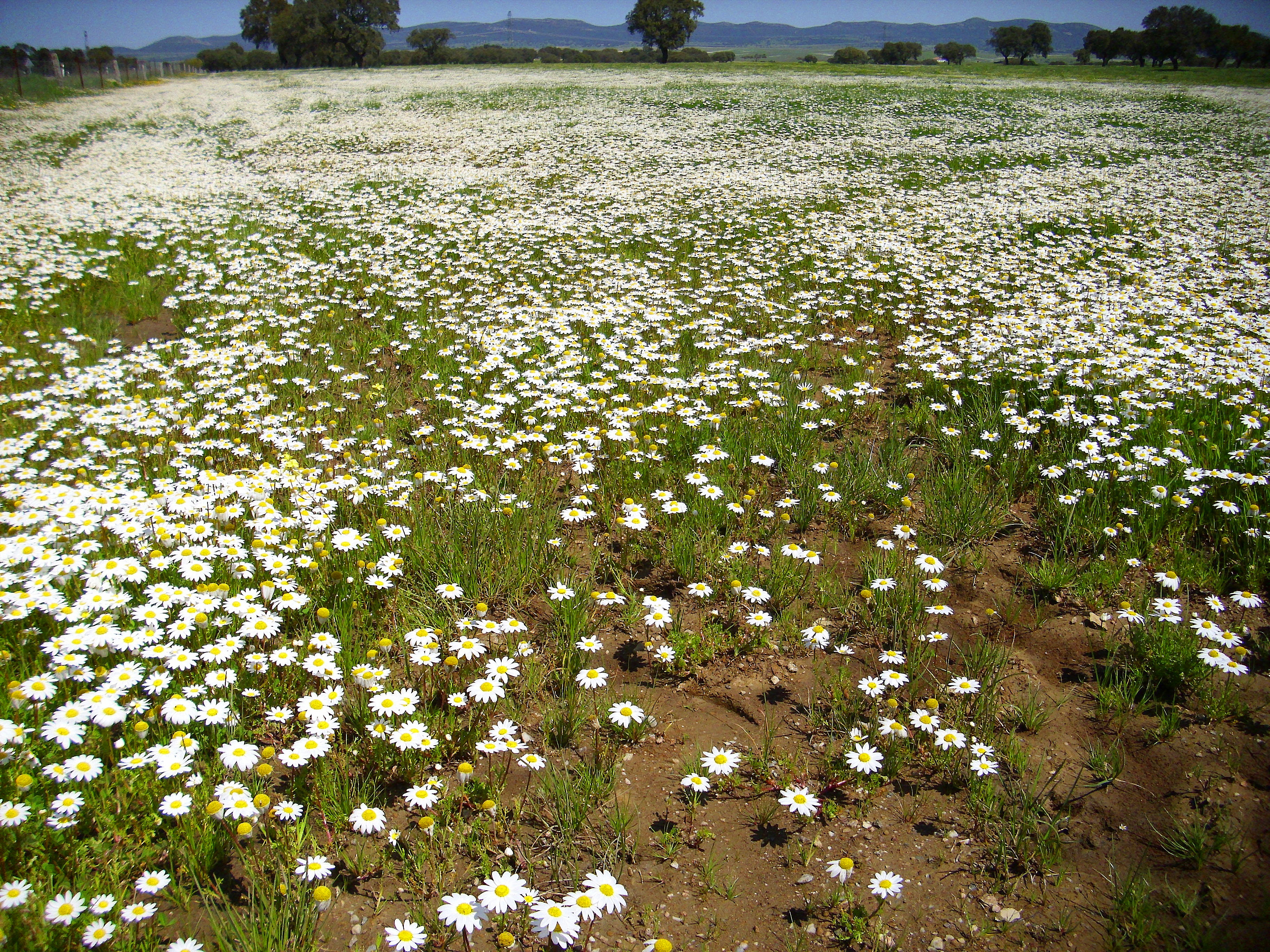
Margaritas en el valle de Alcudia.

En cuanto a la vegetación del parque natural, la que se encuentra en el ámbito territorial del valle de Alcudia está muy modelada por el uso ganadero tradicional, encontrándose amplias extensiones cubiertas por dehesas de encina, majadales, vallicares y otros pastizales anuales, mientras que en el ámbito territorial de sierra Madrona se han conservado vestigios de diferentes tipos de bosques mediterráneos con buen grado de conservación: encinares en las áreas más cálidas y secas, quejigares en navas con inversión térmica y partes bajas de umbrías, alcornocales en laderas templadas con cierta precipitación, rebollares en las umbrías altas, y enebrales y fragmentos relícticos de pinar de Pinus pinaster en las crestas. Son comunes también los bosques mixtos de varias especies del género Quercus.
De especial interés son las comunidades de óptimo termomediterráneo, que llegan a penetrar en las hoces de los ríos y algunas solanas: acebuchares, encinares con acebuche, charnecales y alcornocales con mirto. Los contrastes son frecuentes, pudiéndose descubrir otros enclaves, donde aparecen valiosos fragmentos relícticos de quejigar de Quercus canariensis, importantes galerías fluviales en las que alternan alisedas, fresnedas, saucedas y tamujares, así como, turberas o bonales muy bien conservados.

## Fauna

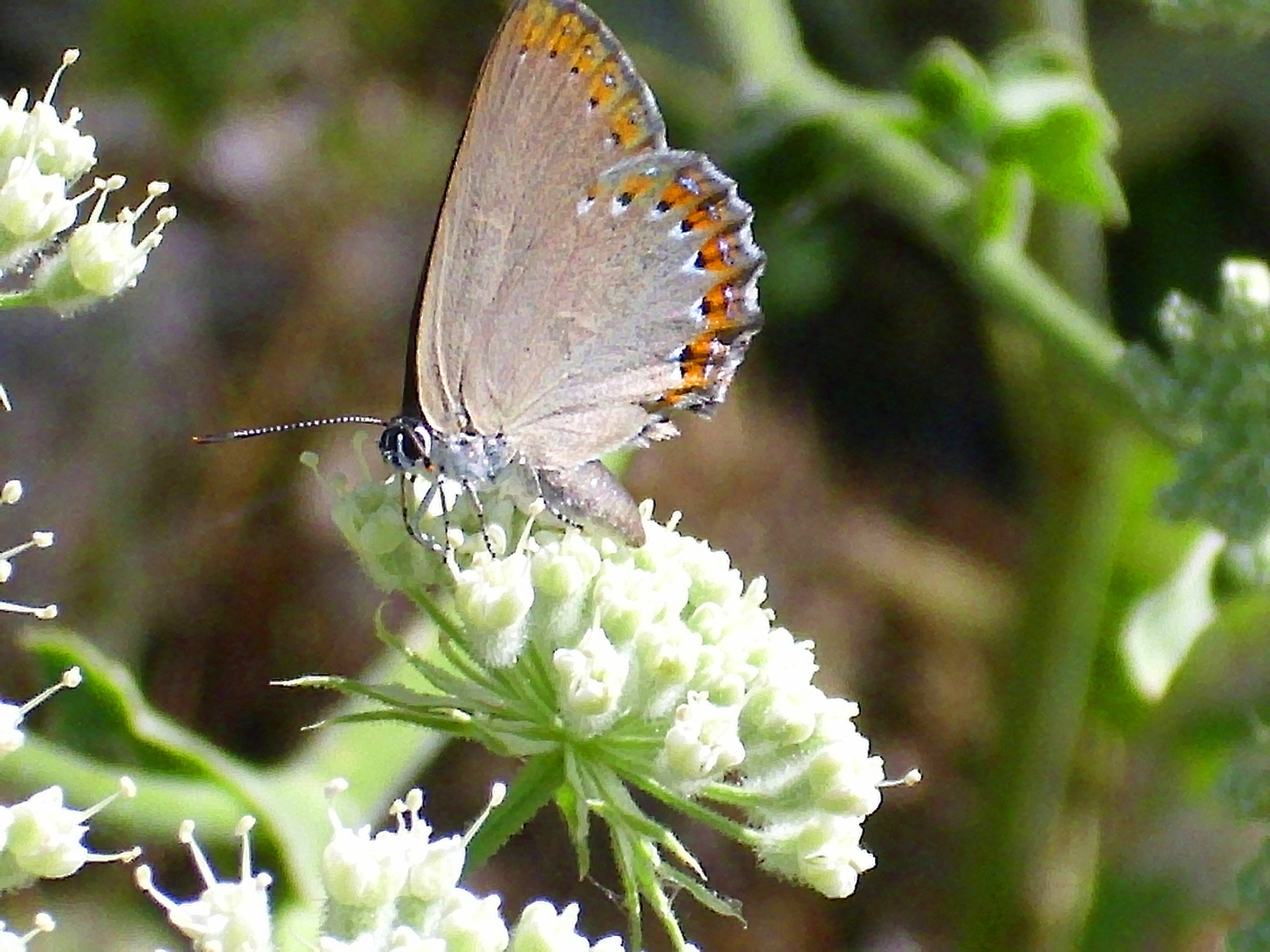
Mariposa en sierra Madrona

En el grupo de las aves, Sierra Madrona ha sido incluida en la Zona de Especial Protección para las Aves denominada «Sierra Morena», y tiene la consideración de Zona Sensible para la conservación del águila imperial ibérica, buitre negro y cigüeña negra. La zona es también muy importante para el águila real, águila perdicera, alimoche, buitre leonado, halcón peregrino y búho real. En lo que se refiere a los mamíferos, esta sierra constituye hábitat para unas poblaciones en extremo amenazadas de lobo y lince ibérico.
Los ríos de la zona conservan buenas poblaciones de nutria, así como de peces endémicos como la bogardilla, pardilla, calandino, barbo gitano y boga, y de galápagos. Toda el área es importante para la conservación de un significativo número de especies de murciélagos trogloditas de los géneros Rhinolophus, Miniopterus y Myotis.